# 상갈초등학교
상갈초등학교는 대한민국 경기도 용인시 기흥구에 있는 공립 초등학교이다.

## 학교 연혁
- 2001.01.15 상갈초등학교 설치
- 2001.10.16 제1대 강성상 교장선생님 취임
- 2001.10.17 상갈초등학교 개교 19학급 편성
- 2002.02.19 제1회 졸업식
- 2003.03.01 병설유치원 1학급 설치
- 2004.03.01 36학급 편성
- 2005.03.01 제2대 김이정 교장선생님 취임
- 2007.02.22명품교육 프로그램 우수학교 표창
- 2007.11.30 학교급식 우수학교 지정
- 2009.02.18 제8회 졸업식
- 2009.03.01 33학급 편성
- 2009.03.01 병설유치원 1학급 설치
- 2009.09.01 제3대 박준호 교장선생님 취임
- 2009.12.21 창의적인교육활동구현 우수학교 교육감 표창
- 2010.02.10 제9회 졸업식(졸업생 누계: 1,201명)
- 2010.03.01 2010학년도 초등 32학급, 유치원 1학급 편성
- 2010.03.01 NEIS 시범학교 지정
- 2010.07.01 사교육없는학교 지정
- 2010.12.27 과학교육우수학교 표창
- 2010.12.27 정보교육유공학교 표창
- 2010.12.29 업무관리시스템 시범운영 우수학교 표창
- 2011.01.21 학력향상 목표관리제 우수학교 표창
- 2011.02.19 제10회 졸업식(졸업생 누계: 1,356명)
- 2011.02.28 학교교육참여 활성화(연차보고서) 우수교 교육감 표창
- 2011.03.01 2011학년도 초등 31학급, 유치원 1학급 편성
- 2011.03.02 학교교육과정편성 평가 우수교 교육장 표창
- 2011.06.13 제8회 용인학생예능경연대회 현악합주, 합창 은상
- 2011.11.01 교원행정업무경감 우수교 교육감 표창
- 2011.12.20 변화하는 학교 함께하는 용인교육 우수교 교육장 표창
- 2011.12.27 사교육비 경감 우수교 교육장 표창
- 2011.12.31 유치원 교육과정, 안전지도교육 운영 우수교 교육장 표창
- 2011.12.31 학교평가 우수교 교육과학기술부장관 표창
- 2012.01.20 업무조직효율화시범학교 우수교 교육감 표창
- 2012.02.01 나이스운영우수사례 우수교 교육과학기술부장관 표창
- 2012.02.15 제11회 졸업식(졸업생 누계: 1,514명)
- 2012.03.01 2012학년도 초등 33학급, 유치원 1학급 편성
- 2012.09.01 제4대 홍광희 교장선생님 취임
- 2013.02.15 제12회 졸업식(졸업생 누계 1,705명)
- 2013.03.01 2013학년도 초등 30학급, 유치원1학급, 특수학급1학급 편성5
- 2013.04.19 제35회 경기도 학생과학 발명품 경진대회(특상)
- 2013.04.21 제46회 과학의 날(미래창조과학부장관상)
- 2013.05.11 제31회 경기도청소년과학탐구대회(금상)
- 2013.06.07 제35회 경기도학생과학발명품경진대회(교육감상)
- 2013.06.25 제38회 용인시 초중학생 종합체육대회(3위)
- 2013.06.12 용인시 청소년 종합예술제
- 2013.06.25 제38회 용인시 초중학생 종합체육대회(1위)
- 2013.07.18 2013 경기도 청소년과학탐구대회(은상)
- 2013.07.05 지구촌나눔가족, 희망편지쓰기대회 우수교
- 2013.12.05 학생건강관리 및 체력증진 우수교(경기도교육감)
- 2013.12.30 2013 경기학생 문화예술 어울림 한마당 우수교(경기도교육감)
- 2013.12.31 2013 행정업무 경감 우수교(교육장)
- 2013.12.31 2013 교육과정 운영 우수교(교육장)
- 2013.12.31 2013 학생 맞춤형 학력향상 운영 우수교(교육장)
- 2014.02.14 6학년 졸업식(125명)